# Zahodni Slovani
Zahodni Slovani so slovanski narodi, ki govorijo zahodnoslovanske jezike. Zahodni Slovani so se okoli 7. stoletja ločili od slovanske glavnine in do 8. in 9. stoletja ustanovili svoje neodvisne države v srednji Evropi. Zahodnoslovanski jeziki so se med 10. in 14. stoletjem razvejali v svoje zgodovinsko izpričane oblike.
Zahodnoslovanske jezike zdaj govorijo Poljaki, Čehi, Slovaki in Lužiški Srbi. Od 12. stoletja naprej se je večina zahodnih Slovanov spreobrnila v rimskokatoliško vero, s čimer je prišla pod kulturni vpliv latinske cerkve, prevzela latinico in bila bolj vključena v kulturni in intelektualni razvoj zahodne Evrope kot Vzhodni Slovani, ki so sprejeli pravoslavno krščanstvo in cirilico.
Jezikovno se zahodnoslovansko skupino slovanskih jezikov lahko razdeli na tri podskupine: lehitsko, vključno s poljščino, kašubsko s kašubščino, izumrlimi polabskimi in pomorjanskimi jeziki in lužiško srbščino ter češko-slovaško.

## Zgodovina
V srednjem veku se je ime Vendi, izpeljano verjetno iz rimskodobnih Venetov, morda nanašalo na slovanska ljudstva. Primarni viri, kot sta Fredegarjeva kronika in Historia Langobardorum Pavla Diakona, v svoji etnografski terminologiji niso niti jasni niti dosledni. Ime Vendi ali Veneti se lahko  nanaša na slovansko ljudstvo, predslovansko ljudstvo ali na ozemlje in ne na prebivalstvo, zato je še vedno predmet znanstvenih razprav.
Širjenje Slovanov se je začelo v 5. stoletju. Do 6. stoletja so se skupine, ki so postale zahodna, vzhodna in južna slovanska skupina, verjetno geografsko že ločile. Zgodnji moderni zgodovinopisci, kot sta Penzel (1777) in Palacky (1827) so trdili, da je Samovo "kraljestvo" prva neodvisna slovanska država v zgodovini, se pravi da so Fredegarjev  zapis vzeli za resničnega.  Curta (1997) je trdil, da besedilo ni tako preprosto: po Fredegarju so bili Vendi gens (ljudstvo z istim prednikom), Sclavini (Slovani) pa genus (rod)  in "slovanskega" gensa sploh ni bilo. Vendi se pojavljajo zlasti v političnem kontekstu: Vendi, ne Slovani, so postavili Sama za svojega kralja. Drugi med domnevno najzgodnejše  zahodnoslovanske države vključujejo Kneževino Moravsko (8. stoletje–833), Kneževino Nitra (8. stoletje–833) in Velikmoravsko (833–ok. 907).  
Christiansen (1997) je na ozemlju od zaledja Kiela do Visle, vključno z otoki Fehmarn, Poel, Rügen, Usedom in Wollin v 11. stoletju prepoznal naslednja zahodnoslovanska plemena: Vagre, Obodrite (ali Abotrite), Polabci, Ljutičane ali Vilzijce, Ruge ali Rujane, Sorabe, Lužičane, Poljane in Pomorjane. Slednji so se kasneje razdelili na Pomereljce in Kašube. V srednjem veku so zahodnoslovanska ljudstva po vendskem  križarskem pohodu prišla pod oblast Svetega rimskega cesarstva in postala predmet germanizacije. Polabski jezik se je ohranil do začetka 19. stoletja v današnji nemški zvezni deželi Spodnja Saška.

## Grupiranje
Zahodne Slovane so večkrat poskušali združiti v podskupine po različnih merilih, vključno z geografskimi, zgodovinskimi in jezikovnimi.

### Grupiranje Bavarskega geografa
Leta  845 je Bavarski geograf naredil seznam zahodnoslovanskih plemen, živečih na ozemlju sedanje Poljske, Češke, Nemčije in Danske:
| Št. | Latinslo ime leta 845 | Poslovenjeno ime | Št. slovanskih naselij (gord) |
| --- | --------------------- | ---------------- | ----------------------------- |
| 1   | Nortabtrezi           | Severni Obodriti | 53                            |
| 2   | Uuilci                | Veleti           | 95                            |
| 7   | Hehfeldi              | Heveljani        | 8                             |
| 14  | Osterabtrezi          | Vzhodni Obodriti | 100                           |
| 15  | Miloxi                | Milceni          | 67                            |
| 16  | Phesnuzi              | Besunzani        | 70                            |
| 17  | Thadesi               | Dadosezani       | 200                           |
| 18  | Glopeani              | Goplani          | 400                           |
| 33  | Lendizi               | Lendzjani        | 98                            |
| 34  | Thafnezi              | /                | 257                           |
| 36  | Prissani              | Prižičani        | 70                            |
| 37  | Uelunzani             | Volini           | 70                            |
| 38  | Bruzi                 |                  | /                             |
| 48  | Uuislane              | Vislani          | /                             |
| 49  | Sleenzane             | Šlezijski        | 15                            |
| 50  | Lunsizi               | Lužiški Srbi     | 30                            |
| 51  | Dadosesani            | Tadezi           | 20                            |
| 52  | Milzane               | Milčani          | 30                            |
| 53  | Besunzane             | Fesnuzi          | 2                             |
| 56  | Lupiglaa              | Lupigołi         | 30                            |
| 57  | Opolini               | Opoljani         | 20                            |
| 58  | Golensizi             | Golenšiči        | 5                             |

### Druga grupiranja
Zahodnoslovanska plemena so po plemenski pripadnosti združena v tri glavne skupine: lehitsko, ćeško-slovaško in lužiškosrbsko. V iste skupine so združena tudi po jezikovnem kriteriju.